# Auberge de la Romaine
L'ancienne auberge de la Romaine est un édifice du XVIIe siècle situé à Falaise, en France.

## Localisation
Le monument est situé dans le département français du Calvados, à l'ouest du bourg de Falaise, à 60 mètres au sud-ouest de l'église Notre-Dame de Guibray,

## Architecture
Le bâtiment est inscrit au titre des monuments historiques depuis le 20 septembre 1946.